# Interstate Commerce Commission

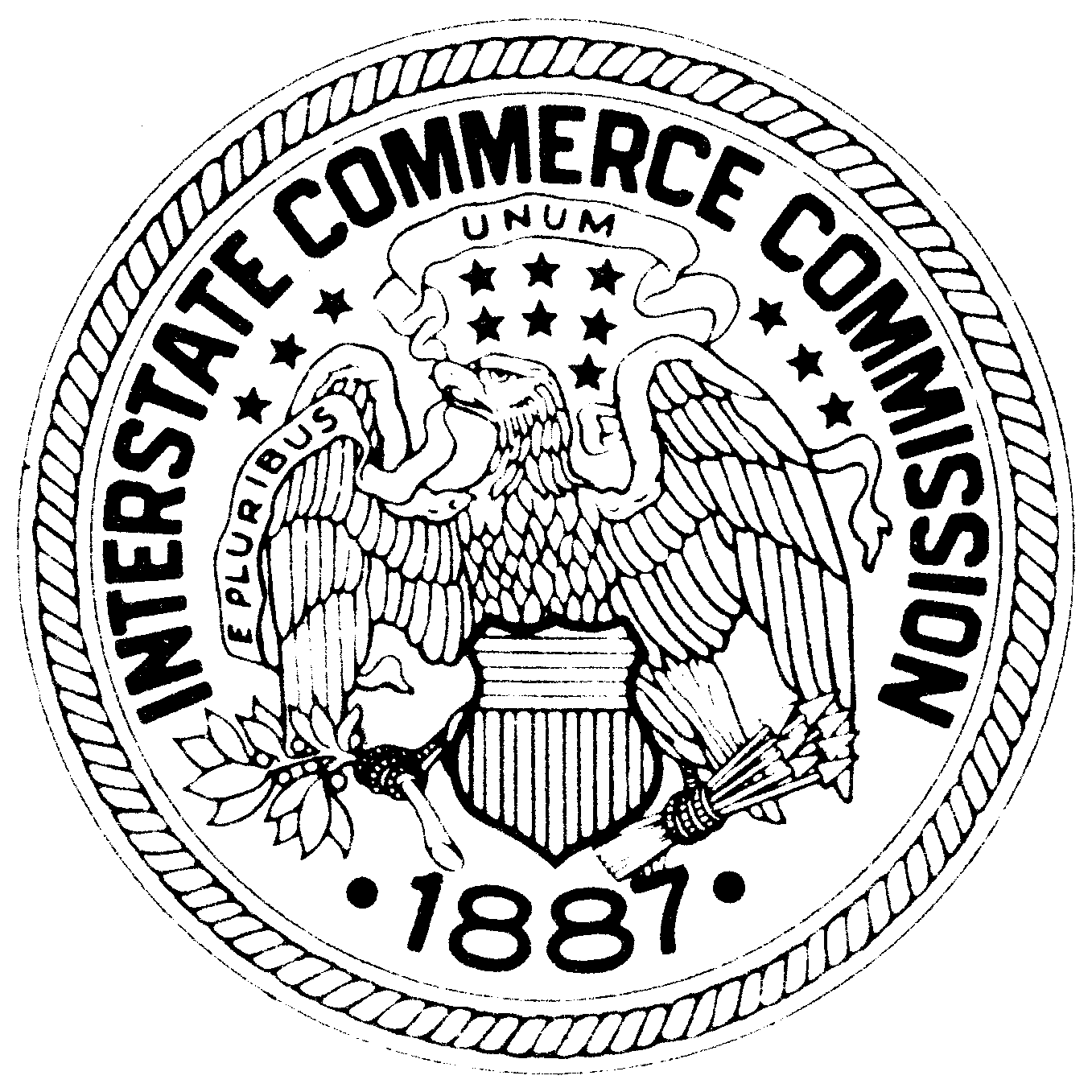
Zegel van de ICC.

De Interstate Commerce Commission (ICC) was een Amerikaans overheidsagentschap dat de spoorwegen en later ook vrachtautovervoer reguleerde. Het kwam tot stand door de Interstate Commerce Act van 1887, opgesteld om discriminatie in spoorwegtarieven tegen te gaan en andere aspecten van common carriers te reguleren. Vanaf 1906 breidde het Congres de bevoegdheden uit naar andere transportmodi. Het agentschap werd uiteindelijk in 1995 afgeschaft. De resterende bevoegdheden werden overgedragen aan de Surface Transportation Board.
De commissie telde vijf leden die door de president van de Verenigde Staten werden aangesteld, met de instemming van de Senaat.
De ICC was het eerste onafhankelijke, regulerende overheidsagentschap van de VS, ook wel de fourth branch of vierde macht genoemd. Het was tevens het eerste Amerikaanse agentschap dat de grote bedrijven en oligopolies probeerde in te perken.